# Patricia A. McKillip
Patricia Anne McKillip, född 29 februari 1948 i Salem, Oregon, död 6 maj 2022 i North Bend, Coos County, Oregon, var en amerikansk författare. Hon skrev bland annat fantasytrilogin Stjärnbäraren från Hed. Den avslutande boken Harpospel i vinden har nominerats till Hugopriset i kategorin Bästa roman.